# Кубок світу з боротьби 2008
Кубок світу з боротьби 2008 — змагання, що проводились 2008 року під патронатом Міжнародної федерації боротьби (FILA).
Змагання у класичному стилі серед чоловіків проходили 28-29 лютого в місті Сомбатгей, що в Угорщині.
16 і 17 лютого у Владикавказі, Росія, відбулися змагання у вільному стилі серед чоловіків, а серед жінок 19-20 січня в Тайюані, Китай.

## Класичний стиль
| №  | Країна         |
| -- | -------------- |
|    | Росія          |
|    | Угорщина       |
|    | Іран           |
| 4. | Грузія         |
| 5. | Південна Корея |
| 6. | США            |

## Вільний стиль — чоловіки
| №  | Країна     |
| -- | ---------- |
|    | Росія      |
|    | Куба       |
|    | Узбекистан |
| 4. | Україна    |
| 5. | США        |
| 6. | Туреччина  |

## Вільний стиль — жінки
| №  | Країна    |
| -- | --------- |
|    | КНР       |
|    | США       |
|    | Японія    |
| 4. | Казахстан |
| 5. | Україна   |
| 6. | Канада    |